# Hypericum bupleuroides
Hypericum bupleuroides é uma espécie de angiosperma perene, pertencente à família Hypericaceae. A planta atinge de 45 a 80 cm de altura e é caracterizada por suas folhas perfoliadas, que parecem ser atravessadas pelo caule. Possui inflorescências em forma de pirâmide, com 1 a 25 flores de pétalas amarelas dispostas em formato de estrela. A espécie é encontrada ao longo da costa do mar Negro, próximo à fronteira entre a Turquia e a Geórgia. Devido à sua distribuição restrita e exigências específicas de habitat, Hypericum bupleuroides é vulnerável a pressões ambientais.
A espécie apresenta uma ampla variedade de compostos químicos, especialmente nas pétalas, incluindo óleos essenciais e metabólitos secundários comuns ao gênero Hypericum, como hipericina [en], hiperforina [en] e diversos fenóis. Comparada à espécie-tipo do gênero, Hypericum perforatum, apresenta maior concentração de alguns compostos, como ácido clorogênico e amentoflavona [en].
Hypericum bupleuroides foi descrita pela primeira vez por Boris Stefanoff em 1932. É a única espécie da seção Bupleuroides, designada por Norman Robson [en] em sua monografia sobre o gênero Hypericum. Inicialmente, acreditava-se que era mais próxima da espécie chinesa Hypericum elatoides, mas estudos filogenéticos mais recentes indicam uma relação mais próxima com a seção Androsaemum e com Hypericum canariense.

## Descrição
Hypericum bupleuroides é uma herbácea perene que cresce de 45 a 80 cm a partir de um ou poucos caules. Não apresenta ramos, exceto aqueles ligados à inflorescência, e sua base exibe raízes visíveis que rastejam pelo solo.

### Estruturas vegetativas
Os caules da espécie geralmente têm seção transversal circular e não possuem glândulas. Os entrenós (distância entre as folhas no caule) variam de 5 a 12 cm.
A característica mais marcante das folhas é serem perfoliadas: o caule parece atravessar o centro da folha. Cada folha é formada por duas lâminas fundidas ao caule, com tamanhos variando de 7 a 28 cm de comprimento e 3,7 a 10 cm de largura, apresentando formato oval a elíptico. A face inferior da folha é mais clara, com coloração verde sem tons acinzentados, e textura papirácea. A extremidade da folha pode ser arredondada ou apresentar uma ponta curta. Há quatro pares de nervuras principais visíveis na terço interno da lâmina, com várias nervuras menores ramificadas visíveis apenas na face superior. Pequenas glândulas claras estão presentes na superfície da folha, distribuídas irregularmente também nas margens.

### Estruturas florais
Cada inflorescência possui de 1 a 25 flores, que emergem de 1 a 3 nós distintos, formando uma pirâmide ampla. Os pedicelos medem de 0,8 a 2,5 cm, enquanto as brácteas têm de 0,05 a 0,4 cm. Quando a planta amadurece, essas brácteas murcham, conferindo uma aparência escamosa à base das flores. As sépalas não são fundidas, mas se sobrepõem, variando de 0,25 a 0,45 cm de comprimento e 0,2 a 0,23 cm de largura dentro de uma mesma flor. Durante a formação do gomo e do fruto, as sépalas apontam para cima e apresentam glândulas dispostas em padrões lineares, ocasionalmente com glândulas avermelhadas a pretas nas bordas.
As flores têm de 2,1 a 4 cm de diâmetro, com pétalas amarelas dispostas em forma de estrela. Cada pétala mede de 1,5 a 2 cm de comprimento por 0,25 a 0,5 cm de largura, sendo cerca de oito vezes mais numerosas que as sépalas. As pétalas têm formato lanceolado estreito, sem ponta, e apresentam glândulas semelhantes às das sépalas. Cada flor possui de 50 a 75 estames, sendo os mais longos de 1,4 a 1,7 cm, com glândulas de antera âmbar. O ovário mede de 0,6 a 0,7 cm de comprimento por 0,3 cm de largura, e os estigmas têm de 1,2 a 1,4 cm, sendo delgados.
A cápsula de semente mede de 0,9 a 1,4 cm de comprimento por 0,5 a 0,8 cm de largura, com formato aproximadamente elíptico a oval. A semente é marrom-avermelhada, com 0,12 a 0,15 cm de comprimento e formato aproximadamente cilíndrico com leve curvatura.

## Química
A maioria das espécies do gênero Hypericum possui extratos de metabólitos secundários compostos principalmente por fitonutrientes, como hipericina, hiperforina e fenóis. Estudos de 2001 e 2004 não encontraram hipericina ou pseudohipericina [en] em Hypericum bupleuroides. Contudo, um estudo de 2009 confirmou a presença desses compostos, mas em concentrações menores que em Hypericum perforatum. A presença de hipericina foi reforçada pela descoberta de seu composto precursor, esquirina, em um estudo de 2020. O estudo de 2009 também identificou hiperforina, rutina, quercitrina [en] e quercetina em menores concentrações que em H. perforatum, mas encontrou quantidades comparáveis de hiperosídeo [en] e maiores de ácido clorogênico, apigenina 7-O-glucosídeo e amentoflavona. Um composto encontrado em H. bupleuroides, mas ausente em H. perforatum, é o kaempferol, que pode ser único no gênero para H. bupleuroides e Hypericum scabrum.
A distribuição de metabólitos secundários em Hypericum bupleuroides não é uniforme. Hipericina, pseudohipericina e hiperforina estão presentes apenas nas flores, e quase todos os metabólitos secundários mencionados são mais concentrados nas flores, exceto o flavonoide apigenina 7-O-glucosídeo, mais abundante nas folhas. Essa maior concentração nas flores pode estar relacionada às glândulas de óleo vermelho-escuras nas pétalas, embora a conexão entre a cor das glândulas e a presença de metabólitos secundários não tenha sido confirmada.
Hypericum bupleuroides possui um perfil de pelo menos trinta óleos essenciais, com os componentes mais comuns sendo sesquiterpenos como sesquifelandreno, cariofileno, selinadieno e elemeno [en]. Também estão presentes, em menores quantidades, monoterpenos e outros hidrocarbonetos.

### Usos
Comparada a espécies relacionadas, como Hypericum montbretii, Hypericum bupleuroides apresenta alta concentração de flavonoides, que, junto com compostos fenólicos, demonstram propriedades antioxidantes. Além disso, extratos da espécie possuem capacidade antibiótica, com efeitos semelhantes ao antibiótico comercial canamicina A [en] contra as bactérias Bacillus subtilis e Candida albicans. Em geral, os extratos são mais eficazes contra bactérias Gram-positivas do que contra Gram-negativas.

## Taxonomia
Karl Friedrich von Ledebour mencionou pela primeira vez espécimes de Hypericum bupleuroides em 1837, mas identificou-os incorretamente como Hypericum perfoliatum. A primeira referência ao nome moderno H. bupleuroides aparece em uma descrição de Hypericum rochelii por Johann Jakob Griesbach em 1852, comparando as duas espécies. A espécie só foi completamente descrita em 1932, por Boris Stefanoff.
Na monografia do gênero Hypericum, Norman Robson propôs que o parente mais próximo de H. bupleuroides era Hypericum elatoides. Ele sugeriu que H. bupleuroides seria um relicto terciário de uma espécie extinta do gênero com distribuição anteriormente mais ampla, explicando sua relação com H. elatoides, apesar da distribuição chinesa desta última. Robson criou a seção monofilética Bupleuroides para a espécie. Em 2013, a seção Bupleuroides foi confirmada como contendo apenas Hypericum bupleuroides. O estudo também identificou as espécies mais próximas, sugerindo que Bupleuroides deveria ser incluída em um "grupo Androsaemum" com outras seções do Velho Mundo. A espécie é mais próxima dos membros da seção Androsaemum, de Hypericum canariense e das seções Arthrophyllum e Triadenioides.

## Ecologia
Hypericum bupleuroides é distribuída ao longo da fronteira Geórgia–Turquia, próximo ao mar Negro, com distribuição sobreposta à de Hypericum xylosteifolium [en]. Está presente na região de Rize, na Turquia, e em Adjara, na Geórgia, em altitudes de 640 a 2.100 metros, em áreas úmidas de florestas.
Um parasita hospedado por H. bupleuroides é a mariposa Ectoedemia septembrella, cujas larvas perfuram as folhas da espécie.

### Reprodução
Um método de propagação estudado para a espécie é a indução de calo. Esse processo não é conhecido para a maioria das 490 espécies de Hypericum, mas foi demonstrado em algumas, como Hypericum erectum, Hypericum perforatum e Hypericum brasiliense. Em algumas condições, H. bupleuroides produz calos simultaneamente com novos brotos, enquanto em outras apenas brotos são formados, sem calos. Quando presentes, os calos são massas verdes e compactas, pesando de 27,4 a 32,7 miligramas. Brotos podem se formar a partir desses calos em culturas, dependendo da origem do calo: os provenientes de entrenós têm maior probabilidade de formar brotos do que os das folhas. Esses calos com brotos são induzidos a formar raízes, com uma taxa de sobrevivência de cerca de 90%, mesmo fora de condições laboratoriais.

### Conservação
Hypericum bupleuroides tem distribuição limitada e requer um habitat altamente específico, aumentando seu risco de extinção. Métodos como a propagação por indução de calo podem ser usados para reintroduzir a espécie em seu habitat nativo e mitigar pressões ambientais.